# Esox reichertii
Az Esox reichertii a sugarasúszójú halak (Actinopterygii) osztályának csukaalakúak (Esociformes) rendjébe, ezen belül a csukafélék (Esocidae) családjába tartozó faj.

## Előfordulása
Az Esox reichertii az Amur folyó torkolatvidékén, a Szahalin szigeten, valamint a mongóliai Onon és Kerülen folyók torkolatvidékein található meg.

## Megjelenése
Ez a csukafaj általában 55 centiméter hosszú, de akár 115 centiméterre is megnőhet. 40 centiméteresen már felnőttnek számít. Testtömege legfeljebb 20 kilogramm.

## Életmódja
Mérsékelt övi, édesvízi halfaj, amely a medrek közelében él; nem vándorol. Tápláléka, az ember számára értéktelen, kisebb halak.

## Szaporodása
Ikrával szaporodik.

## Felhasználása
Az Esox reichertiit ipari mértékben halásszák; a sporthorgászok is kedvelik.